# Кастельно-сюр-л’Овиньон
Кастельно́-сюр-л’Овиньо́н (фр. Castelnau-sur-l'Auvignon) — коммуна во Франции, находится в регионе Юг — Пиренеи. Департамент — Жер. Входит в состав кантона Кондом. Округ коммуны — Кондом.
Код INSEE коммуны — 32080.

## География
Коммуна расположена приблизительно в 570 км к югу от Парижа, в 90 км северо-западнее Тулузы, в 38 км к западу от Оша.
На западе коммуны протекает река Овиньон.

## Климат
Климат умеренно-океанический. Лето жаркое и немного дождливое, температура часто превышает 35 °С. Зимой часто бывает отрицательная температура и ночные заморозки. Годовое количество осадков — 700—900 мм.

## Население
Население коммуны на 2010 год составляло 170 человек.
| 1962 | 1968 | 1975 | 1982 | 1990 | 1999 | 2010 |
| ---- | ---- | ---- | ---- | ---- | ---- | ---- |
| 179  | 157  | 147  | 148  | 139  | 163  | 170  |

## Администрация
| Период | Период | Фамилия      | Партия        | Примечания |
| ------ | ------ | ------------ | ------------- | ---------- |
| 2001   | 2008   | Жак Вердюзан | Разные правые |            |
| 2008   | 2020   | Морис Буазон |               |            |

## Экономика
В 2010 году среди 101 человека трудоспособного возраста (15-64 лет) 76 были экономически активными, 25 — неактивными (показатель активности — 75,2 %, в 1999 году было 68,6 %). Из 76 активных жителей работали 69 человек (36 мужчин и 33 женщины), безработных было 7 (3 мужчин и 4 женщины). Среди 25 неактивных 6 человек были учениками или студентами, 8 — пенсионерами, 11 были неактивными по другим причинам.

## Достопримечательности
- Бывшее комтурство Абрен (XII век). Исторический памятник с 1929 года[4]

## Фотогалерея

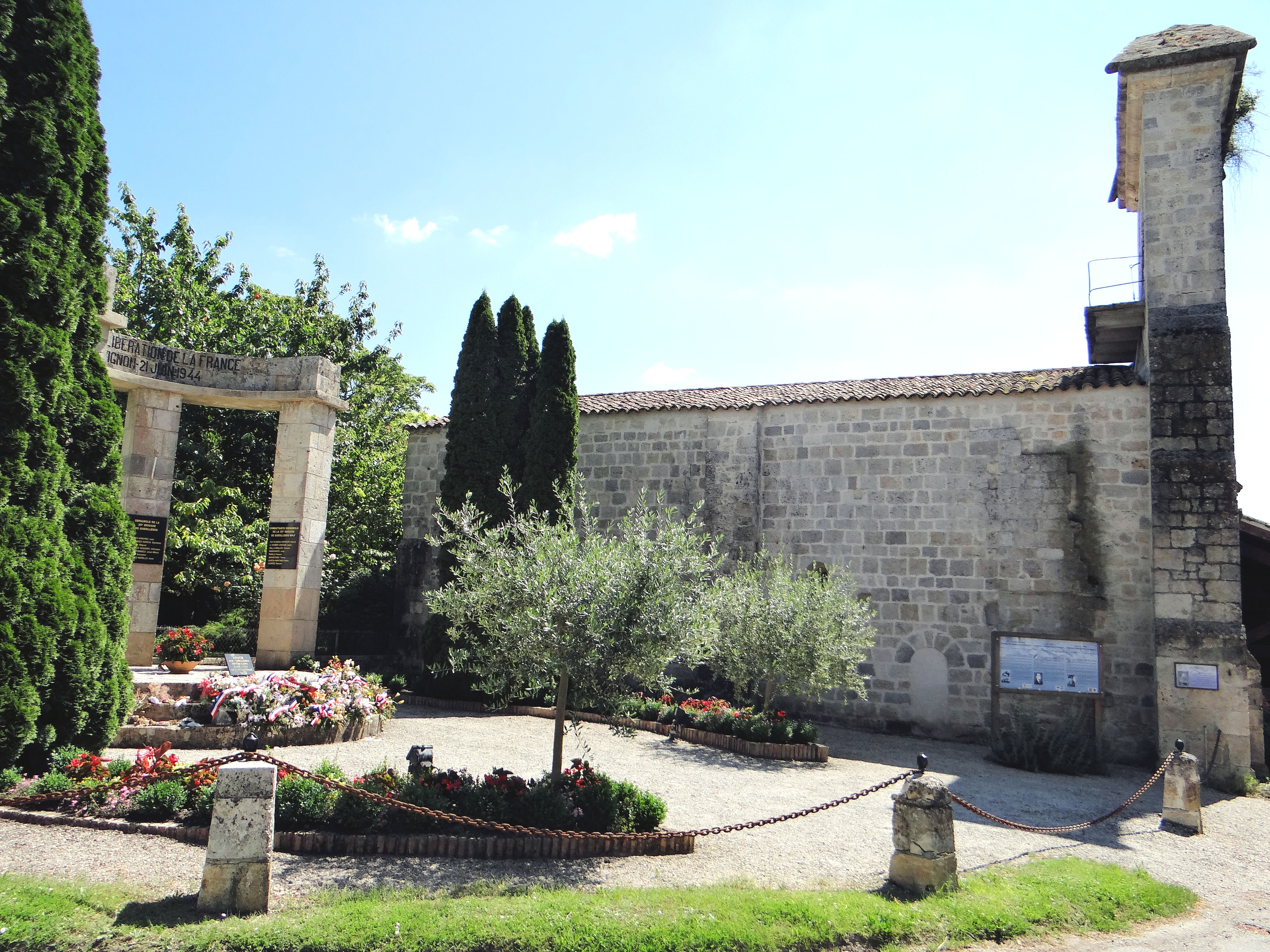
Церковь и военный мемориал
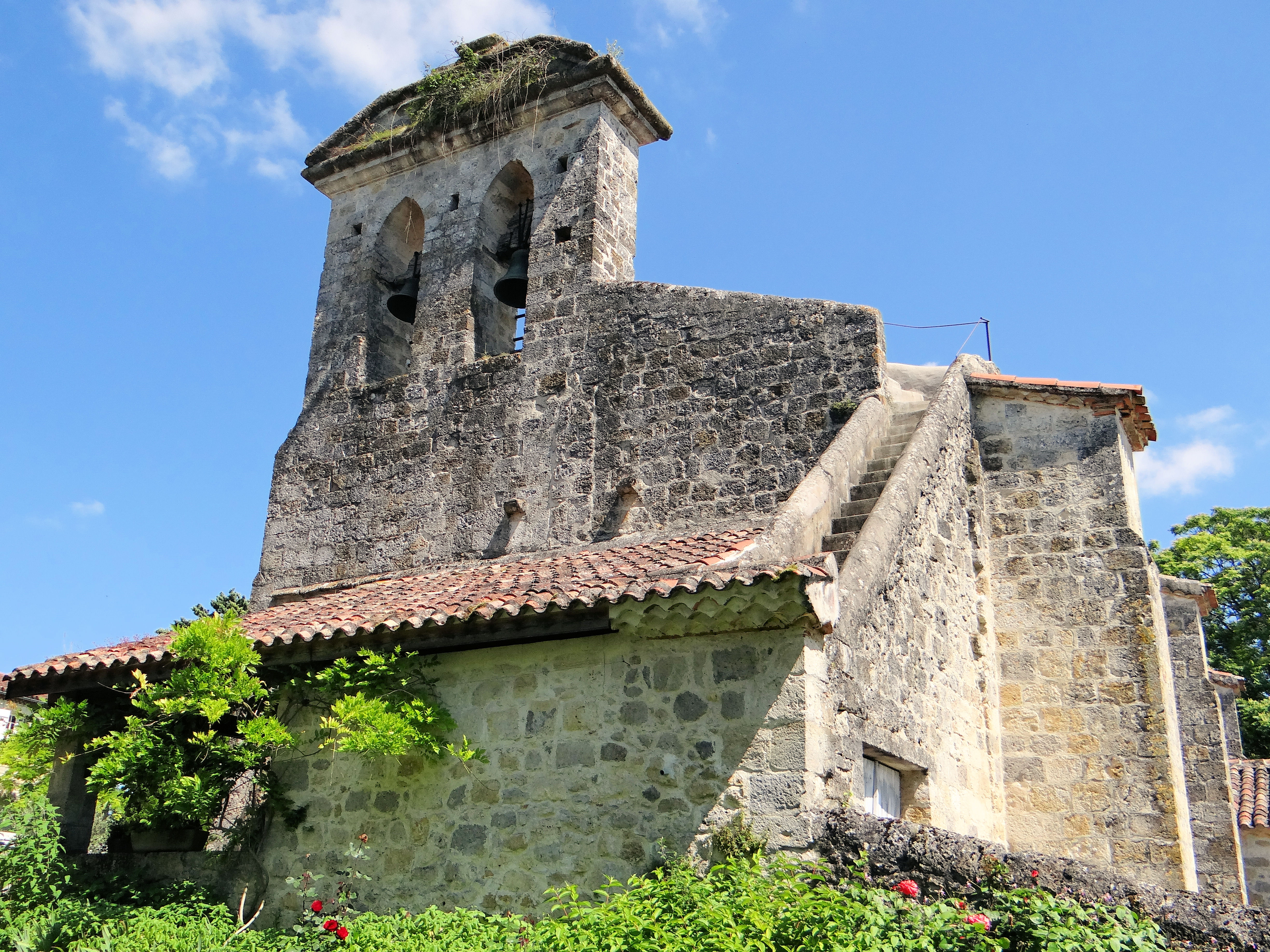
Церковь
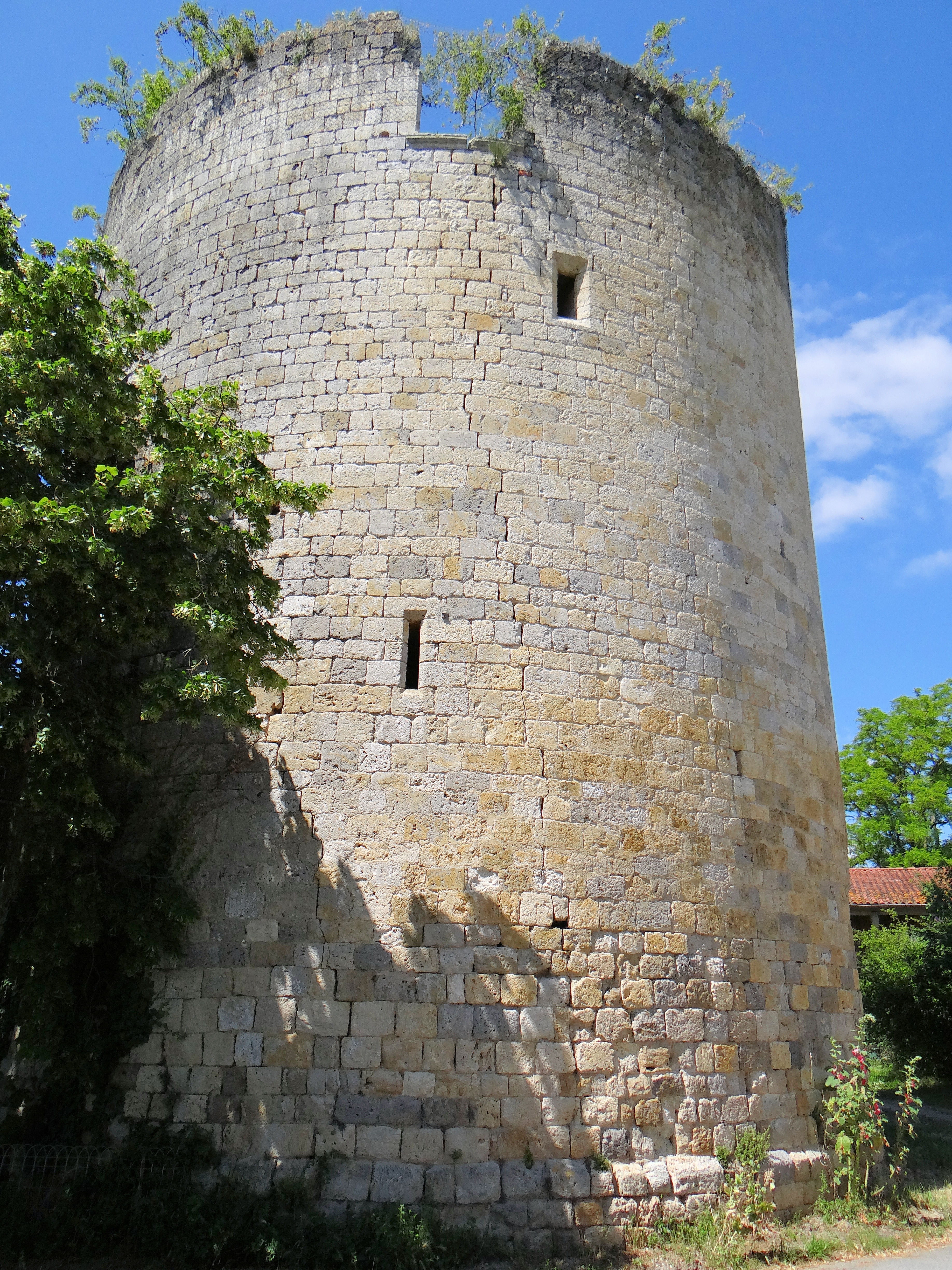
Башня замка
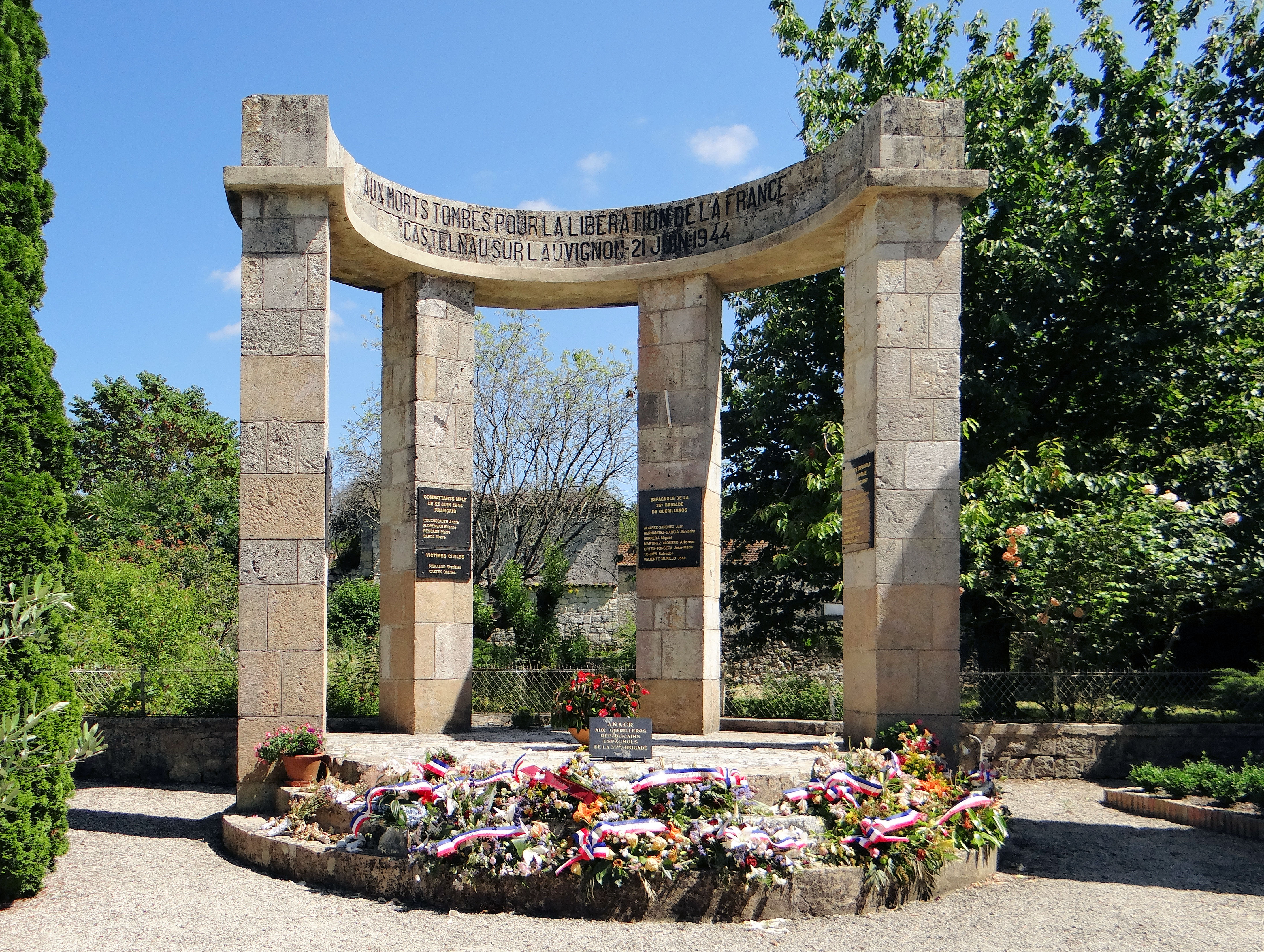
Военный мемориал
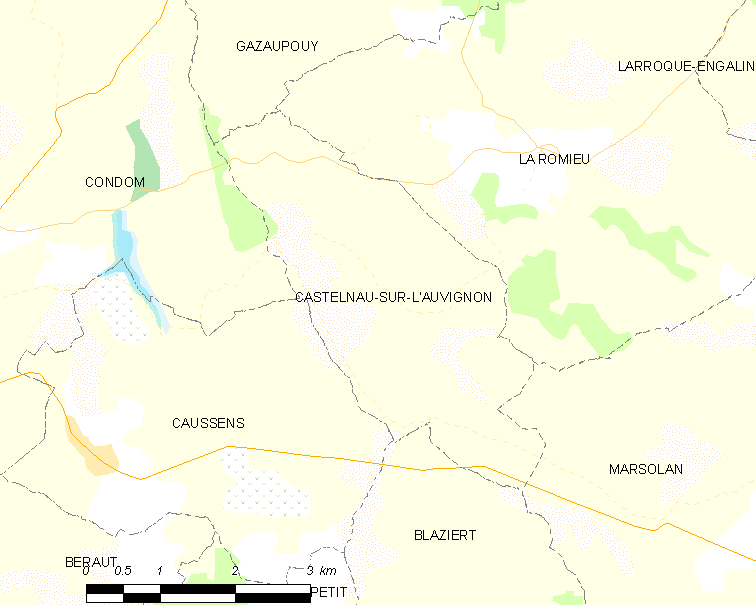
Карта коммуны